# Kettejeva ulica, Ljubljana

Kettejeva ulica je ena izmed ulic v Spodnji Šiški (Ljubljana).

## Zgodovina
Ulica je pričela obstajati leta 1928, ko so po Dragotinu Ketteju poimenovali novo ulico med Celovško in Aljaževo cesto.

## Urbanizem
Kettejeva ulica poteka od Česnikove ulice do Aljaževe ceste; trenutno ulica nima več neposrednega stika s Celovško cesto.
Na ulico se (od vzhoda proti zahodu) povezujejo: Podjunska, Podlimbarskega, Alešovičeva, Runkova, Zofke Kvedrove, Kebetova in Majde Vrhovnikove ulica. 